# Roji !
Pour le nom japonais, voir Roji.
Roji ! (路地) est un kodomo manga de Keisuke Kotobuki édité en France par Ki-oon dans la collection « Kids » depuis novembre 2012.
Entièrement en couleur et dans le sens de lecture occidental, le manga est une commande originale de Ki-oon et n'est pas publié au Japon.

## Personnages
Yuzu Sanada
Curieuse et débordante de vitalité, elle n'a peur de rien, sauf des fantômes et des monstres. Elle a tendance à agir sans trop réfléchir aux conséquences, ce qui cause bien des soucis à son entourage. C'est une grande sportive, mais une élève peu appliquée.
Karin Sanada
Petite sœur de Yuzu, calme et posée, elle a un caractère diamétralement opposé à celui de Yuzu. C'est toujours vers elle qu'il faut se tourner quand on veut une analyse claire de la situation. Ce n'est pas une grande athlète, mais contrairement à sa grande sœur, c'est une élève brillante.
Zanzibar
Chat de la famille Sanada, impressionnant par sa taille, ce félin au airs peu commodes règne en chef absolu sur les chats du quartier. Malgré son caractère bourru, il est aussi capable de faire preuve de gentillesse en veillant sur une portée de chatons abandonnés. Il a l'air d'en savoir beaucoup sur les phénomènes étranges qui se déroulent dans la ville de Kamishiro.
Juzo
Ami d'enfance de Yuzu qui a toujours considéré cette dernière comme sa grande rivale. Comme elle, il a tendance à foncer tête la première sans se poser de questions et à le regretter aussitôt. Ses amis sont fatigués de le voir sans cesse lancer des défis stupides à Yuzu.
Marika
Jeune fille de bonne famille aux cheveux longs et ondulés qui est la douceur incarnée. Elle parle comme elle court: au ralenti. Cette lenteur extrême exaspère tous ceux qui l'entourent, mais ça ne la dérange pas plus que ça.
Azusa
Extrêmement douée en sport, elle des allures de garçon manqué et déteste porter des jupes. C'est de loin la plus courageuse et la plus forte de sa classe.

## Liste des volumes
| no                                                                                 | Français          | Français          |
| no                                                                                 | Date de sortie    | ISBN              |
| ---------------------------------------------------------------------------------- | ----------------- | ----------------- |
| 1                                                                                  | 22 novembre 2012  | 978-2-35592-462-0 |
| La bande du quartier observe des phénomènes étranges et décide de mener l'enquête. |                   |                   |
| 2                                                                                  | 21 mars 2013      | 978-2-35592-504-7 |
| 3                                                                                  | 14 novembre 2013  | 978-2-35592-596-2 |
| 4                                                                                  | 26 juin 2014      | 978-2-35592-676-1 |
| 5                                                                                  | 11 décembre 2014  | 978-2-35592-754-6 |
| 6                                                                                  | 27 août 2015      | 978-2-35592-856-7 |
| 7                                                                                  | 17 mars 2016      | 978-2-35592-927-4 |
| 8                                                                                  | 8 décembre 2016   | 979-1032700181    |
| 9                                                                                  | 22 juin 2017      | 979-1032700891    |
| 10                                                                                 | 11 janvier 2018   | 979-1032701539    |
| 11                                                                                 | 20 septembre 2018 | 979-1032702529    |

### Édition française
Ki-oon
1. 1 2  (fr) « Tome 1 »
2. 1 2  (fr) « Tome 2 »
3. 1 2  (fr) « Tome 3 »
4. 1 2  (fr) « Tome 4 »
5. 1 2  (fr) « Tome 5 »
6. 1 2  (fr) « Tome 6 »
7. 1 2  (fr) « Tome 7 »
8. 1 2  (fr) « Tome 8 »
9. 1 2  (fr) « Tome 9 »
10. 1 2  (fr) « Tome 10 »
11. 1 2  (fr) « Tome 11 »